# فالنتينا جولوبينكو
فالنتينا جولوبينكو (بالروسية: Валентина Голубенко؛ من مواليد 29 يوليو 1990) هي لاعبة شطرنج روسية المولد تلعب لصالح إستونيا وكرواتيا، وتحمل لقب أستاذة كبيرة. وكانت بطلة العالم للشطرنج للشباب في فئة الفتيات تحت 18 سنة في عام 2008. جولوبينكو هي بطلة العالم الأولى والوحيدة في الشطرنج للشباب من إستونيا حتى الآن. على الرغم من أنها أمضت حياتها المبكرة تلعب في إستونيا، انتقلت جولوبينكو إلى كرواتيا لأنها لم تكن مؤهلة لتمثيل إستونيا بسبب جنسيتها الروسية.

## الحياة الشخصية

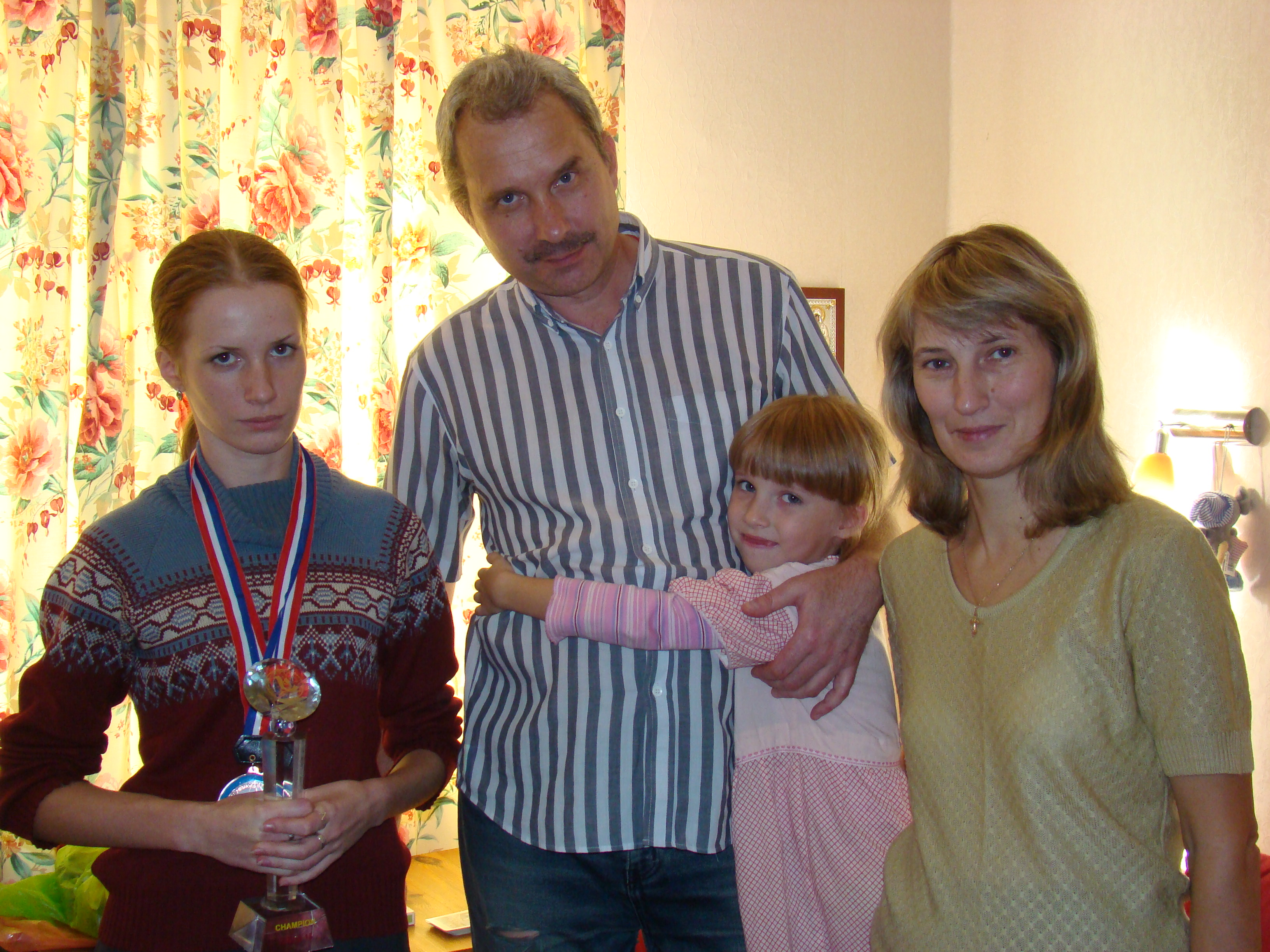
فالنتينا جولوبينكو مع إيفان ساريتش، بطولة العالم للشباب للشطرنج، 30 أكتوبر 2008

ولدت فالنتينا جولوبينكو في فولغوغراد بروسيا لعائلة شطرنج. والدها فاليري جولوبينكو هو عالم رياضيات ولاعب شطرنج وكان بطل إستونيا في شطرنج سريع من عام 1993 إلى عام 1995 وفائزًا ثلاثيًا على متن واحدة في بطولة الفرق الإستونية. كانت والدة فالنتينا، أناستاسيا جولوبينكو، مدربة شطرنج مؤهلة ولديها سنوات عديدة من الخبرة، ووصلت إلى نهائيات بطولة موسكو للسيدات في عام 1986.
توفيت والدتها عن عمر يناهز 46 عامًا.

## مهنة في إستونيا
دربت فالنتينا من قبل والديها وفازت بالعديد من ألقاب الشباب. فازت بالبطولة الإستونية في مختلف الفئات العمرية: ثلاث مرات للفتيات تحت سن 10 سنوات (1998-2000)، ومرة واحدة للأولاد تحت سن 10 سنوات (1999)، وخمس مرات للفتيات تحت سن 12 عامًا (1998-2002)، وأربع مرات للفتيات تحت سن 14 عامًا (2001-2001). (2004)، مرتين للفتيات دون سن 16 عامًا (2003-2004)، ومرة واحدة للفتيات دون سن 18 عامًا (2004). كانت أيضًا بطلة إستونيا للشطرنج السريع ست مرات (لفتيات تحت 18 عامًا في 2001-2005 وتحت 18 عامًا في 2007) وبطلة فريق الناشئين للبنين (2003) والفتيات (2003 و2004). في ست من تلك البطولات حصلت على نتيجة 100% بفوزها بجميع المباريات. حصلت على لقب استاذة دولية في أنطاليا في نوفمبر 2007، وذلك بفضل نتائجها في بطولة البحر الأبيض المتوسط لزهرة في رييكا 2006 وفي بطولة أوروبا للسيدات 2007 في درسدن، لتصبح أول إستونية مقيمة على الإطلاق تحصل على هذا اللقب.
على الرغم من أنها عاشت طوال حياتها في إستونيا، قررت فالنتينا جولوبينكو ووالديها الحصول على الجنسية الروسية. وبالتالي، منذ عام 2003، لم يُسمح لها بتمثيل إستونيا في بطولات الشطرنج الدولية، وفقًا للمادة 8 من قانون الرياضة الإستوني، فقط مواطني إستونيا والأطفال دون سن 18 عامًا المقيمين في إستونيا وبدون جنسية أي دولة أخرى يمكن (كأفراد أو أعضاء فريق) تمثيل إستونيا في البطولات الدولية، مثل البطولات العالمية والأوروبية والألعاب الأولمبية. تدعي عائلة جولوبينكو أن قرار الاتحاد يتعارض مع القواعد العامة للاتحاد الدولي للمشاركة في أحداث الاتحاد. ويتفق الأستاذ الكبير الرائد في إستونيا جان أهلفيست مع هذا الرأي. لا يزال اتحاد الشطرنج الإستوني لم يسمح لجولوبينكو باللعب تحت العلم الإستوني على الرغم من الرسائل المفتوحة التي أرسلها والدا جولوبينكو إلى الاتحاد الدولي للشطرنج، بسبب متطلبات الجنسية المنصوص عليها في قانون الرياضة. كحل، اقترح الاتحاد الإستوني للشطرنج أن تتقدم جولوبينكو بطلب للحصول على الجنسية الإستونية؛ رفضت هذا الاقتراح من قبل عائلة جولوبينكو.

## مهنة في كرواتيا

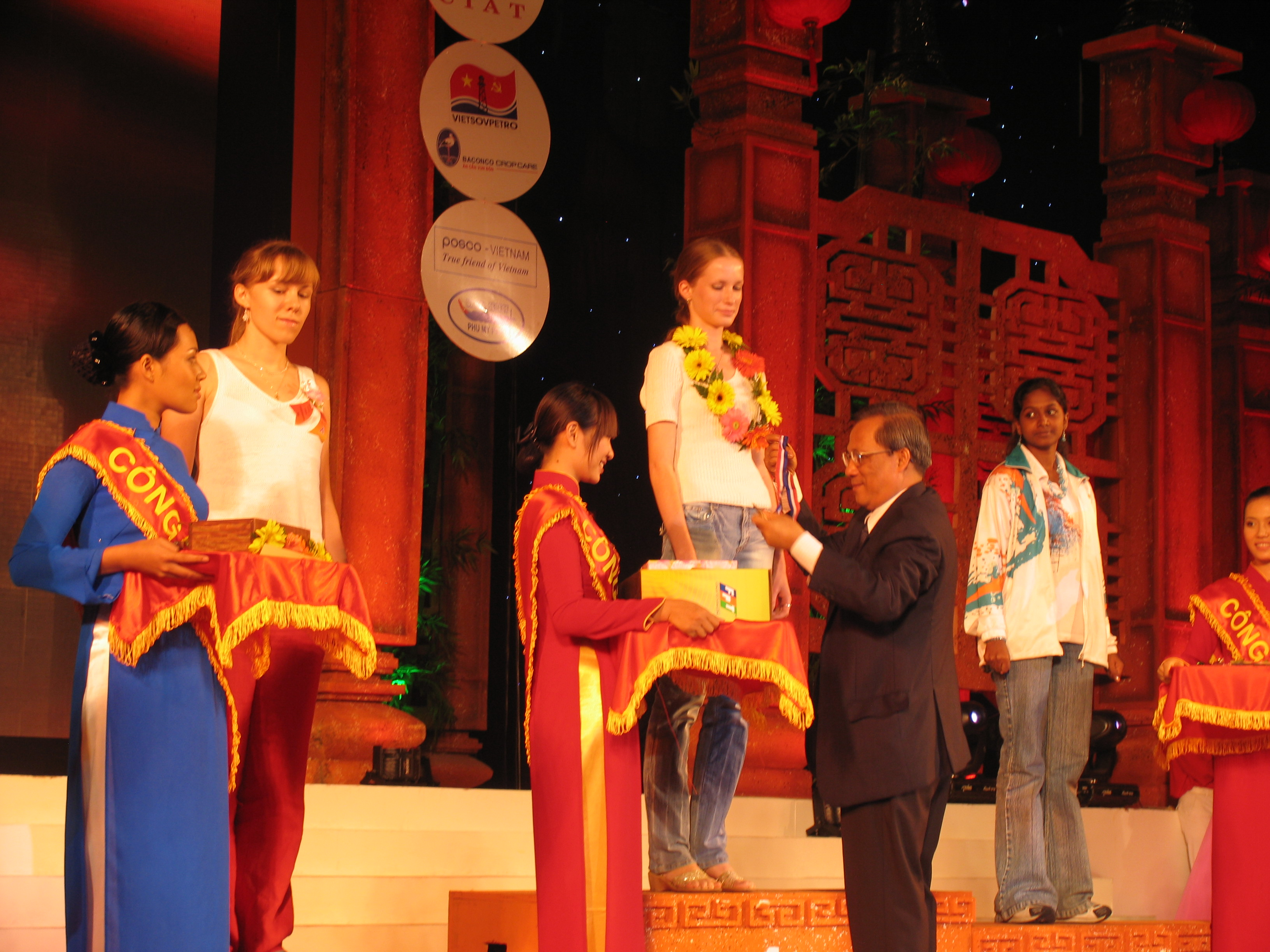
فالنتينا جولوبينكو تحصلت على الميدالية الذهبية لبطولة العالم للشباب في الشطرنج، 30 أكتوبر 2008

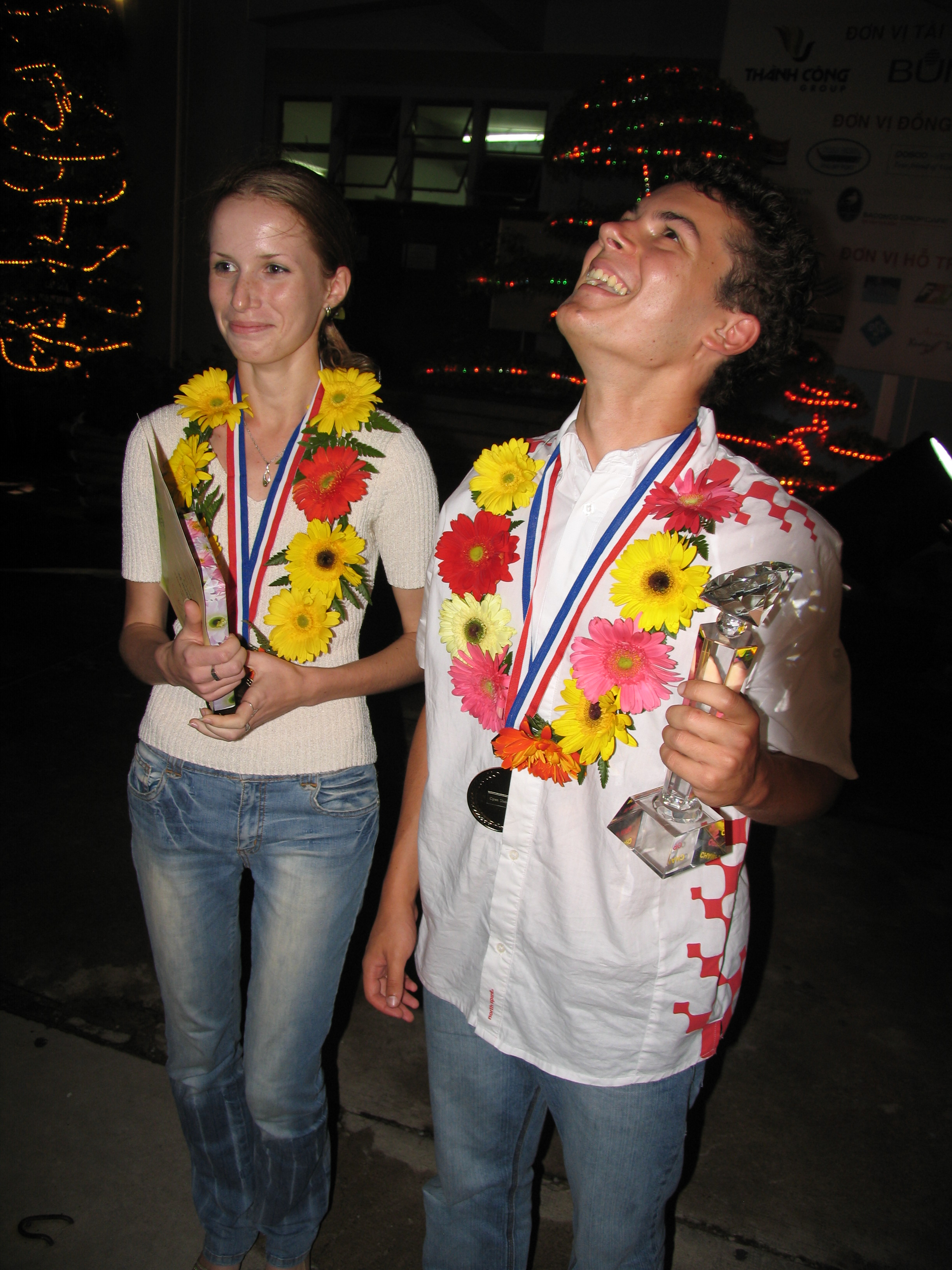
فالنتينا جولوبينكو مع إيفان ساريتش، بطولة العالم للشباب للشطرنج، 30 أكتوبر 2008

فالنتينا جولوبينكو تحصلت على الميدالية الذهبية لبطولة العالم للشباب في الشطرنج، 30 أكتوبر 2008، فالنتينا جولوبينكو لعبت مع إيفان ساريتش، في بطولة العالم للشباب للشطرنج، 30 أكتوبر 2008. عُرض على جولوبينكو العضوية في نادي "دراجا" للشطرنج من رييكا، كرواتيا، بالإضافة إلى الجنسية الكرواتية. نظرًا لأن جولوبينكو مُنعت من اللعب لصالح إستونيا ولم تكن قوتها كافية لروسيا، فقد قررت اللعب تحت علم كرواتيا، وهو ما سمح به الاتحاد الدولي للشطرنج. نظم ناديها الجديد تدريبًا لها ولارا شتوك مع أوغنيين تسفيتان.
شاركت في بطولة العالم للشطرنج للسيدات 2008، حيث خسرت أمام فيكتوريا تشميليتي من ليتوانيا في الجولة الأولى. في أكتوبر 2008، فازت فالنتينا جولوبينكو بالميدالية الذهبية في بطولة العالم للشباب للشطرنج في فئة الفتيات تحت 18 عامًا بتسجيلها 9 نقاط من أصل 11، بفارق نقطة واحدة عن الوصيفة. وفي عام 2014، فازت ببطولة كرواتيا للسيدات.
لعبت لكرواتيا في خمس أولمبياد للشطرنج للسيدات بين عامي 2008 و2016. كما لعبت لكرواتيا في ثلاث بطولات أوروبية للشطرنج بين عامي 2007 و2011.
توقفت جولوبينكو عن اللعب حوالي عام 2017، بعد بطولة المنتخبات الأوروبية في جزيرة كريت، مما تسبب في عدم استدعائها للمنتخب الوطني في عام 2018، واندلع الجدل حول هذا القرار. ويُعتقد أنها غادرت كرواتيا في عام 2018. لقد ظهرت بالفعل في المنتخب الوطني عام 2019.